# Майорон
Майорон —  гипотетическая электрически нейтральная, бесспиновая частица с нулевой или очень малой массой. Взаимодействует с нейтрино майорановского типа и очень слабо со всеми остальными элементарными частицами. Существование майорона предсказывается как возможное следствие нарушения закона сохранения лептонного заряда. В этом случае майорон является голдстоуновским бозоном, возникающим при спонтанном нарушении симметрии, обеспечивающей сохранение лептонного заряда. Благодаря наличию майорона у нейтрино появляется дополнительная майоранова масса, благодаря которой становится возможным превращение нейтрино в антинейтрино. Само нейтрино, в случае, когда различие между частицей и античастицей только в спиральности, называется майорановское нейтрино. Другим следствием несохранения лептонного заряда является безнейтринный двойной бета-распад.